# Richard Adams Locke
Richard Adams Locke (East Brent, 21 settembre 1800 – 16 febbraio 1871) è stato un giornalista e scrittore britannico, discendente diretto del filosofo John Locke.

## Biografia
Nel 1835, tre anni dopo essersi stabilito negli Stati Uniti, fu l'autore della cosiddetta Moon Hoax ("Beffa della Luna"). In quel periodo Locke lavorava come redattore al The New York Sun, giornale di recente fondazione e quindi a caccia di lettori. Partendo dalla vicenda di John Herschel, astronomo studioso del cielo australe, Locke riferì che questi possedeva telescopi in grado di vedere persino piccoli oggetti sulla superficie lunare. E riferì dei suoi abitanti: oltre ad una nutrita flora, vivevano sul nostro satellite animali simili a bisonti e unicorni, ed esseri umani alati. La beffa fu facilmente smascherata dagli astronomi, coscienti del fatto che non esistevano (e tuttora non esistono) telescopi di tale potenza, ma circolò a lungo.